# Курнакович, Ян
Ян Курнакович (пол. Jan Kurnakowicz; 27 января 1901, Вильна, Виленская губерния, Российская империя — 4 октября 1968, Варшава, ПНР) — польский актёр театра и кино. Лауреат государственной премии ПНР 1-й степени (1952).

## Биография
Сын железнодорожника. В 1920 году окончил государственное Драматическое училище в Петрограде. Дебютировал на сцене в Павловске под Петроградом в феврале 1921 года. 
В 1921-1926 и 1939-1942 годах выступал в театрах Вильнюса. В 1944 году вновь вернулся на сцену. С 1950 года – в Варшаве.
Особая заслуга Курнаковича перед Национальным театром Варшавы , где он начал выступать в 1925-1926 году. Особо популярен был до войны. После окончания войны создал на сцене Национального театра ряд замечательных классических ролей.
Часто участвовал в радиопостановках, декламатор.
Дебютировал в кино в 1929 году. Снялся в 26 фильмах.

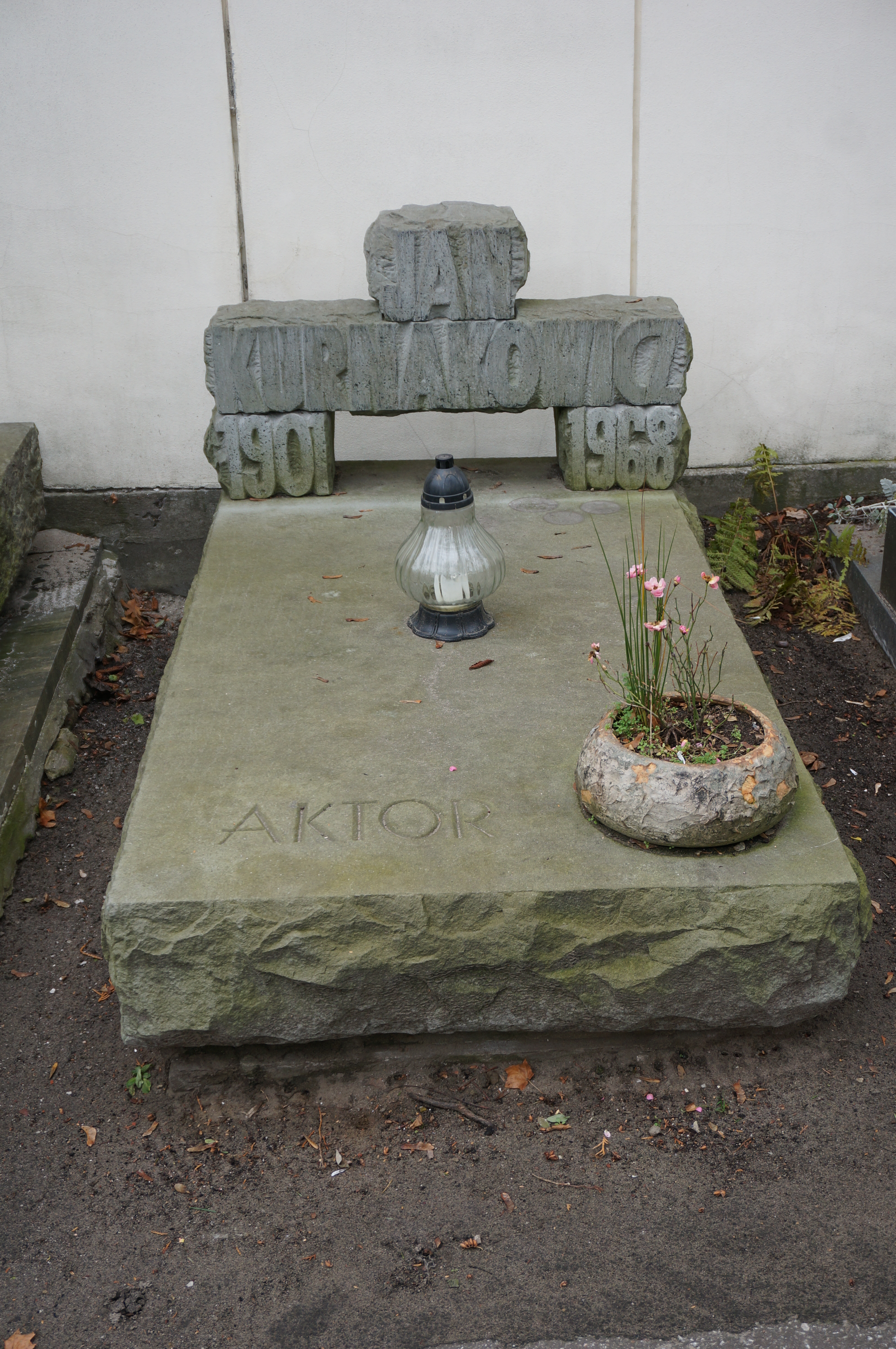
Могила Яна Курнаковича

## Избранная фильмография
- 1929 – Сильный мужчина — секретарь издателя
- 1930 – В Сибирь — эпизод (нет в титрах)
- 1932 – Год 1914 — Ендрек
- 1933 – История греха — Хорст
- 1933 – Прокурор Алиция Горн — гость в кабаре
- 1936 – Пан Твардовский — Мацек
- 1936 – Тайна мисс Бринкс — детектив Келих
- 1936 – Барбара Радзивилл — стольник
- 1937 – Ты, что в Острой светишь Браме...  — Юзик
- 1936 – Фредек даёт счастье миру — эпизод ( нет в титрах)
- 1937 – Костюшко под Рацлавицами — сержант Бедронь
- 1938 – Девушка ищет любви — Томаш Котлица, польский миллионер из Бразилии
- 1938 – Сигналы — хозяин таверны
- 1939 – Приключения пана Пёрункевича — Пан Пёрункевич
- 1946 – Запрещённые песенки — музыкант Цесляк, сосед Токарских
- 1947 – Светлые нивы — Михал Клеха
- 1950 – Непокорённый город — Пётр Рафальский
- 1950 – Варшавская премьера — Ян Кватрини, профессор
- 1951 – Юность Шопена — Юзеф Эльснер, ректор
- 1953 – Дело, которое надо уладить — телевизионный техник
- 1953 – Солдат Победы
- 1956 – Месть — Мацей Раптусевич
- 1957 – Дождливый июль — Тадеуш Кавка
- 1957 – Король Матиуш I — генерал

Похоронен в Варшаве на кладбище Старые Повонзки.